# Eduard van Beneden

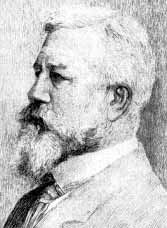
Eduard van Beneden

Eduard van Beneden (ur. 5 lutego 1846 w Leuven, zm. 28 kwietnia 1910 w Liège) – belgijski zoolog. Prowadził badania w dziedzinie biologii rozrodu. Szczegółowo badał proces mejozy. Wykrył on redukcję liczby chromosomów w gametogenezie oraz ich podwojenie przy zapłodnieniu. Był profesorem uniwersytetu w Liège. Jego ojcem był zoolog i paleontolog Pierre Joseph van Beneden.